# Iridopsis humilis
Iridopsis humilis är en fjärilsart som beskrevs av W. Warren 1906. Iridopsis humilis ingår i släktet Iridopsis och familjen mätare. Inga underarter finns listade i Catalogue of Life.